# Hugo Larsson (ingenjör)
Nils Hugo Charles Larsson, född 18 december 1906 i Brunnby församling, död 25 februari 1986 i Bromma, var en svensk ingenjör och ämbetsman inom både civila och militära myndigheter.
Hugo Larsson studerade vid KTH och tog civilingenjörsexamen i elektroteknik 1928. Under de följande decennierna var han verksam vid Telestyrelsen, Radiobyrån, Statens uppfinnarnämnd och Försvarets Forskningsanstalt (FOA). 1950 blev han chef för Flygförvaltningens elbyrå.
1952 blev Hugo Larsson chef för FOA, då han efterträdde Albert Björkeson. Inledningsvis hade Larsson i likhet med sin företrädare tjänstetiteln överdirektör, men 1957 uppgraderades hans tjänst till generaldirektör och senare samma år lämnade han posten som chef för FOA. I sin post som chef för FOA uppmärksammades han när han i en radiointervju i Dagens Eko 1957 berättade att Sverige hade resurser för att framställa kärnvapen som skulle kunna vara färdiga 1963-1964. Detta anses ha satt fart på debatten om ett eventuellt svenskt kärnvapeninnehav, som till sist ledde till beslut att inte skaffa kärnvapen och att avsluta det svenska kärnvapenprogrammet.
Hugo Larsson var därefter teknisk direktör vid Svenska AB Philips 1957-1964. Han invaldes 1962 som ledamot av Ingenjörsvetenskapsakademien. Han engagerade sig senare tekniskt i energifrågor och utsågs 1972 till ordförande i en utredning om effektivare energianvändning som tillsattes av Kungliga Ingenjörsvetenskapsakademien. 1980 utsågs Hugo Larsson till hedersdoktor vid Chalmers tekniska högskola.